# Kalbataou
Kalbataou (Калбатау), jusqu'en 2007 Gueorguievka (Георгиевка), est une localité du Kazakhstan-Oriental située dans le district de Jarma. C'est le centre de l'arrondissement rural de Kalbataou et le chef-lieu du district de Jarma.

## Géographie
Le bourg se trouve à environ 48 kilomètres au sud-est de Tcharsk. 

## Histoire
Le village a été fondé en 1928 comme soviet rural. Auparavant il s'agissait d'une colonie paysanne de colons venus de Tauride sur les bords de la mer Noire en 1893 et qui baptisent leur village du nom de Gueorguievka. Il est peuplé dans les années 1930 de paysans russes, ukrainiens, allemands et polonais, pour la plupart issus de la dékoulakisation. L'endroit est fameux pour son soviet Gueorguievsky qui produit du fourrage, du blé et élève du bétail. Après 1951, s'y ajoute la production d'une usine laitière Aurore (Avrora en russe). Il existe également diverses fabriques et ateliers mécaniques. L'effondrement de l'URSS dans les années 1990 provoque une vague d'émigration et une arrivée de travailleurs kazakhs. À 12 kilomètres, se trouve un établissement thermal de traitement de boue pour les maladies de peau.

## Population
Gueorguievka comprenait 11 986 habitants en 1999, 10 214 habitants en 2009 et 9852 habitants en 2016. Ils sont aujourd'hui plutôt de confession orthodoxe avec une paroisse catholique, dédiée à l'Ascension.